# МАС-1
МАС-1 (ЛТ-1) — советский проект колёсно-гусеничного малого по массе летающего танка межвоенного периода. Разрабатывался в инициативном порядке инженером Михаилом Смалько в 1937 году. Отличался большой оригинальностью конструкции, в частности — обтекаемой формой корпуса и наличием складных приспособлений для преодоления преград по воздуху, монтировавшихся прямо на корпусе машины. В связи с высокой технической сложностью и сомнительными расчётными техническими характеристиками, проект не вышел из стадии макетирования.

## История создания
В мае 1937 года группой конструкторов по первоначальному проекту инженера Михаила Смалько был разработан проект летающего танка на базе БТ-7 со складными выдвижными крыльями, хвостовым оперением и воздушным винтом, получивший обозначение МАС-1 (Малый Авиационный Смалько, первый), или ЛТ-1 (Летающий Танк, первый). Машину предполагалось использовать для проведения наземной и воздушной разведки, участия в авиадесантных операциях, обеспечения глубоких рейдов конницы и преодоления по воздуху крупных естественных и искусственных препятствий во время наземных операций. В том же году был изготовлен деревянный макет машины, однако вскоре проект был признан бесперспективным, и работы над ним были прекращены.

## Описание конструкции
Согласно проекту, МАС-1 представлял собой приспособленную для передвижения на земле и по воздуху машину специальной конструкции, созданную на базе узлов и агрегатов лёгкого колёсно-гусеничного танка БТ-7. Компоновочно танк имел моторное отделение в носовой части корпуса, совмещённые отделение управления и боевое отделение — в средней части и трансмиссионное — в кормовой. Экипаж состоял из двух человек — механика-водителя и командира танка, выполнявшего также функции стрелка и радиста. Члены экипажа размещались в корпусе танка друг за другом, при этом сиденье командира жёстко связывалось с башней. Посадка и высадка экипажа осуществлялись через люк над моторно-трансмиссионным отделением.

### Броневой корпус и башня
Броневой корпус должен был изготовляться из катаных броневых листов толщиной 3, 4, 7 и 10 мм. Для улучшения аэродинамических свойств машины ему были приданы обтекаемые очертания. Башня — полусферическая, из катаных броневых листов толщиной 10 мм.

### Вооружение

Макет танка МАС-1, вид спереди. Хорошо видно расположение вооружения машины

Танк планировалось оснастить двумя спаренными 12,7-мм крупнокалиберными пулемётами ДК в башне и 7,62-мм авиационным пулемётом ШКАС в корпусе, приспособленным для стрельбы через канал вала винта. Для осуществления прицеливания были предназначены телескопические оптические прицелы. Боекомплект составляли 2000 патронов к пулемётам ДК и 3000 патронов к пулемёту ШКАС.

### Средства наблюдения и связи
Экипаж мог осуществлять наблюдение через смотровые щели, защищённые триплексами.
Для обеспечения связи в боевом отделении каждой машины должна была быть установлена стандартная радиостанция 71-ТК с поручневой антенной на башне.

### Двигатель и трансмиссия
В качестве силового агрегата был выбран карбюраторный V-образный двенадцатицилиндровый авиационный двигатель водяного охлаждения М-17би мощностью 716 л. с. В передней части двигателя располагались передача на воздушный винт, механизм складывания лопастей и масляный бак, а с обеих сторон от него — радиаторы жидкостного охлаждения. Для доступа к двигателю во время его работы перегородка между моторным отделением и отделением управления была решена разборной и оборудовалась люками. В верхнем и нижнем броневых листах предусматривались люки для осмотра двигателя и демонтажа водяной помпы и масляного насоса соответственно. С трансмиссией двигатель соединялся посредством карданного вала. Главная фрикционная муфта, согласно проекту, имела два варианта размещения — в моторном или в трансмиссионном отделении.
В трансмиссионном отделении размещались четырёхскоростная (четыре скорости вперёд, одна назад) механическая коробка переключения передач, главная фрикционная муфта (второй вариант размещения), две бортовых фрикционных муфты сухого трения, два бортовых редуктора и механизм складывания крыльев и хвостового оперения, а также две аккумуляторные батареи и два топливных бака общей ёмкостью 480 л. Осмотр коробки переключения передач и регулировка бортовых фрикционов должны были осуществляться через люки над отделением. На главном валу коробки передач находились бортовые фрикционы и ленточные тормоза с накладками феродо. Привод от неё на ведущие колёса должен был осуществляться посредством бортовых редукторов на гусеничном ходу и посредством передач-«гитар» — на колёсном.

### Ходовая часть

Макет танка МАС-1. Гусеничные ленты надеты, приспособления для полёта частично раскрыты

Макет танка МАС-1. Гусеничные ленты сняты, приспособления для полёта раскрыты полностью

Ходовая часть — колёсно-гусеничная, для полёта должны были использоваться складные выдвижные крылья и хвостовое оперение, а также складывающийся воздушный винт.
Подвеска — типа Кристи, индивидуальная, на горизонтальных пружинах. Ходовая часть, применительно к одному борту, состояла из четырёх опорных катков с резиновыми бандажами, переднего направляющего колеса с механизмом натяжения гусеницы и заднего ведущего колеса. На колёсном ходу передняя пара опорных катков становилась управляемой, а задняя — ведущей.
Складывающиеся и выдвижные крылья машины прямой формы состояли из поворотной наружной и выдвижной внутренней половин. Крепившаяся к корпусу машины по схеме «среднеплан» наружная половина крыла имела возможность поворота на 90° назад вокруг оси крепления; внутренняя половина крыла выдвигалась из наружной при помощи механизма с приводом от двигателя танка и механически стопорилась. Обшивка складных крыльев выполнялась из броневой стали, выдвижных — из нержавеющей. Размах крыльев в развёрнутом положении достигал 16,2 м, а площадь — 32 м².
Выдвижное хвостовое оперение согласно проекту состояло из стабилизатора, киля и рулей высоты и направления, расположенных на концах четырёх попарно соединённых лонжеронов, в свою очередь крепившихся внутри корпуса танка на специальных каретках и выдвигавшихся или задвигавшихся одновременно с крыльями.
В носовой части корпуса должен был находиться складывающийся двухлопастной воздушный винт. При использовании машины на местности металлические лопасти, крепившиеся во втулке винта на специальных осях, при помощи двух рычагов с тягами складывающего механизма поворачивались назад и полностью убирались в предназначенные для них горизонтальные ниши корпуса, закрывавшиеся механизированными броневыми створками.
Управление машиной на гусеничном ходу осуществлялось при помощи двух рычагов бортовых фрикционов, на колёсном — при помощи рулевого колеса, а в полёте — двумя педалями привода руля высоты и элеронов.

## Оценка проекта
Приспособления для полёта, перевозившиеся на танке в сложенном виде и призванные повысить универсальность и мобильность машины, в то же время значительно усложняли её конструкцию даже в сравнении с другими проектами аналогичных машин; аналогичное влияние оказывали и меры, призванные улучшить аэродинамическое качество машины. Чрезмерная сложность конструкции неминуемо привела бы к значительному повышению стоимости и трудоёмкости производства танка и резко отрицательно сказалась бы на надёжности и ремонтопригодности машины. Такое произошло, к примеру, с опытным средним танком ТГ, созданным в тот же период, что и МАС-1, и отличавшимся высокой прогрессивностью и сложностью конструкции для своего времени.
Ряд расчётных технических характеристик машины представляется сомнительным, в частности — дальность полёта в 800 км (бо́льшая, нежели у многих военных самолётов того периода).
Кроме того, МАС-1 имел специфические недостатки, общие, впрочем, для всех представителей концепции «летающего танка». Таковыми являлись недостаточная аэродинамичность конструкции для обеспечения стабильного полёта (в случае с МАС-1 остававшаяся очевидной даже несмотря на предпринятые конструкторами меры в данном направлении), узость применения, низкая эффективность в наземном бою (так, пулемётное вооружение МАС-1 позволяло бороться лишь с незащищёнными целями, а бронирование уступало таковому даже у базовой машины), необходимость проводить обучение экипажа одновременно управлению самолётом и танком, необходимость внесения существенных изменений в военную доктрину в случае введения машины в строй и так далее. Всё это привело к тому, что машина, среди подобных проектов отличавшаяся наибольшей оригинальностью и наиболее полно объединившая в себе черты самолёта и танка, оказалась в то же время наименее реализуемой и наименее целесообразной для принятия на вооружение, что и предопределило её судьбу — остаться «конструкторским курьёзом», непригодным для практической реализации (и, тем более, для серийного производства) и остановленным на уровне «бумажного» проектирования.